# Philodromus simillimus
Philodromus simillimus är en spindelart som beskrevs av Denis 1962. Philodromus simillimus ingår i släktet Philodromus och familjen snabblöparspindlar.
Artens utbredningsområde är Madeira. Inga underarter finns listade i Catalogue of Life.